# Nemo (cântec)
"Nemo" este o piesă a formației symphonic metal Nightwish.